# Chris Barrie
Christopher Jonathan Brown, beter bekend onder zijn artiestennaam Chris Barrie (Hannover, 28 maart 1960), is een Brits acteur, komiek en imitator. Hij is vooral bekend door zijn rollen in de series Red Dwarf en The Brittas Empire. 

## Biografie
Barrie werd geboren in de Duitse stad Hannover, alwaar zijn vader diende in het Britse leger. Na zijn schooltijd werkte hij enige tijd als  grafdelver, maar begin jaren '80 begon hij een carrière als imitator van bekende figuren in diverse Britse televisieprogramma's, waaronder de satirische poppenshow Spitting Image. Tot de personen die hij hierin imiteerde behoorden onder andere toenmalig Amerikaans president Ronald Reagan en toenmalig leider van de Britse Labour Party Neil Kinnock. 
In 1988 kreeg hij de rol van de onsympathieke hologram Arnold Rimmer in de komische sciencefictionreeks Red Dwarf. Barrie speelde deze rol in alle seizoenen van het programma tot nu toe, met uitzondering van enkele afleveringen in seizoen 7. Daarnaast speelde hij tussen 1991 en 1997 de hoofdrol in de sitcom The Brittas Empire, waarin hij het titelpersonage Gordon Brittas vertolkte.
Hiernaast speelde hij ook enkele gastrollen in series als Blackadder en Filthy Rich & Catflap. Vanaf 2006 presenteerde hij de programma's Chris Barrie's Massive Machines en Chris Barrie's Massive Engines op Discovery Channel en Britain's Greates Machines op National Geographic Channel.